# ستانيسلاف كاشتانوف
ستانيسلاف كاشتانوف (بالروسية: Каштанов, Станислав Александрович) مواليد 31 أغسطس 1984 في دونيتسك، هو ملاكم محترف روسي يصنف ضمن فئة وزن خفيف الثقيل.

## إحصائيات
خاض خلال مسيرته 37 نزالا، فاز في 35 ولم يتعادل وخسر في 2. فاز بالضربة القاضية في 21 نزالا.

## روابط خارجية
- ستانيسلاف كاشتانوف على موقع بوكس ريك (الإنجليزية) (registration required)